# Bezogoniec
Bezogoniec (Megaerops) – rodzaj ssaków z podrodziny Cynopterinae w obrębie rodziny rudawkowatych (Pteropodidae).

## Rozmieszczenie geograficzne
Rodzaj obejmuje gatunki występujące w południowej i południowo-wschodniej Azji.

## Morfologia
Długość ciała 45,9–90 mm, długość ucha 8,9–19 mm, długość tylnej stopy 8,9–14 mm, długość przedramienia 46–63 mm; masa ciała 16–28 g.

## Systematyka
Rodzaj zdefiniował w 1841 roku holenderski zoolog Coenraad Jacob Temminck w monografii ssaków swojego autorstwa, nadając mu nazwę Megaera. Gatunkiem typowym jest (oznaczenie monotypowe) bezogoniec sundajski (M. ecaudatus). Jednak nazwa ta okazała się młodszym homonimem rodzajów zauropsydów i muchówek, które zostały opisane w 1830 roku, dlatego w 1865 roku niemiecki zoolog Wilhelm Peters nadał rodzajowi nietoperzy nową nazwę – Megaerops.

### Etymologia
- Megaera (Megera): w greckiej mitologii Megajra (gr. Μεγαιρα Megaira) była jedną z trzech Erynii[10].
- Megaerops (Magaerops): rodzaj Megaera Temminck, 1841; gr. ωψ ōps, ωπος ōpos ‘oblicze, wygląd’[10].

### Podział systematyczny
Do rodzaju należą następujące gatunki:
| Grafika | Gatunek              | Autor i rok opisu              | Nazwa zwyczajowa       | Podgatunki         | Rozmieszczenie geograficzne | Podstawowe wymiary                                            | Status IUCN |
| ------- | -------------------- | ------------------------------ | ---------------------- | ------------------ | --- | ------------------------------------------------------------- | ----------- |
|         | Megaerops ecaudatus  | (Temminck, 1837)               | bezogoniec sundajski   | gatunek monotypowy | Półwysep Malajski, północna i zachodnia Sumatra, Borneo; być może północno-wschodnie Indie (Arunachal Pradesh) | DC: 6,5–8,4 cm DO: bezogonowy DP: 5–5,8 cm MC: 22–28 g        | LC          |
|         | Megaerops kusnotoi   | J. Edwards Hill & Boeadi, 1978 | bezogoniec jawajski    | gatunek monotypowy | endemit Indonezji: zachodnia i wschodnia Jawa, Bali i Lombok | DC: 5,8–7,5 cm DO: bezogonowy DP: 4,9–5,4 cm MC: około 19,9 g | VU          |
|         | Megaerops niphanae   | Yenbutra & Felten, 1983        | bezogoniec indochiński | gatunek monotypowy | północno-wschodnie Indie, Bangladesz (Ćottogram) i południowo-wschodnia Azja (Tajlandia, Laos, Wietnam i Kambodża); prawdopodobnie Mjanma która może łączyć oddzielone obszary; zakres wysokości: 100–2100 m n.p.m. | DC: 7,7–9 cm DO: bezogonowy DP: 5,2–6,3 cm MC: 22–28 g        | LC          |
|         | Megaerops albicollis | C.M. Francis, 1989             |                        | gatunek monotypowy | kilka miejscowości na Półwyspie Malajskim, środkowej Sumatrze (Jambi i Riau) oraz Borneo; zakres wysokości: poniżej 110 m n.p.m.                                                                                    | DC: 4,6–5,1 cm DO: 0–0,4 cm DP: 4,6–5,1 cm MC: 16–26 g        | NE          |

Kategorie IUCN:  LC  – gatunek najmniejszej troski,  VU  – gatunek narażony;  NE  – gatunki niepoddane jeszcze ocenie.